# 马剑飞
马剑飞（1984年7月29日—），中国男子击剑运动员。他曾获得2014年世界击剑锦标赛男子花剑个人、男子花剑团体银牌，2011年世界击剑锦标赛男子花剑团体金牌，2014年亚洲运动会男子花剑个人金牌。